# NBA Street
NBA Street è una serie di videogiochi di basket prodotti dalla EA Sports BIG. Il gioco punta a fondere il talento dei grandi giocatori della NBA con l'atmosfera dei giochi per strada. Il primo gioco, omonimo alla serie, fu messo in commercio nel 2001. Attualmente, ci sono stati cinque giochi prodotti: 
- NBA Street
- NBA Street Vol. 2
- NBA Street V3
- NBA Street: Showdown
- NBA Street: Homecourt